# 乙訓寺
乙訓寺（日語：おとくにでら）是京都府長岡京市的真言宗豐山派寺院。以牡丹之寺為人所知。

## 概要
根據寺傳據說是聖德太子依推古天皇的皇命所建立的古剎。雖然正確的狀況和時期並不清楚，但由寺內出土的瓦片年代，可推測是長岡京建立前，奈良時代所創建。
延曆3年（784年），桓武天皇建造長岡京時，作為都市地鎮（真言宗築壇前的供養地）而大規模地增建。並且，此處據說是藤原種繼暗殺事件的首謀嫌疑者早良親王被監禁的場所，空海也曾居住此地。儘管在長岡京廢都，但室町时代擁有大規模寺廟建築，存有超過10個僧院。（事實上，隔鄰的長岡京市立長岡第三小學大部分在建設學校前乃寺廟的建築地。）
雖然現在是有名的牡丹之寺，但在種植牡丹花前，往年都是略為寂寥的寺廟。現在，由豐山派總本山的長谷寺移植了2000株牡丹，開花時節為4月下旬至5月上旬。

## 文化資產
重要文化財（國家指定）
- 木造毘沙門天立像 - 平安時代後期

長岡京市指定文化財
- 十一面觀世音菩薩立像
- 本堂
- 八幡社
- 鐘樓
- 表門（南門）
- 裏門（東門）

其他
- 講堂遺跡（埋沒保存於長岡京市立長岡第三小学校校庭）
- 乙訓寺窯跡

## 交通方式
- 由阪急電鐵京都本線長岡天神站徒步15分鐘或搭乘巴士
- 由西日本旅客鐵道東海道本線（JR京都線）長岡京站徒步40分鐘或搭乘巴士
- 開車 京都府道203號志水西向日停車場線今里十字路口西側（牡丹季時雖設有臨時停車場，但可停數量不多）

## 周邊
- 光明寺
- 京都西山短期大学

## 註腳
1. 1 2  方鵬程. . 臺灣商務. 2008年9月1日: 44.
2. ↑  . 古代学研究所 (Japan). 1994: 445.
3. ↑  張石. . 三聯書店(香港)有限公司. 2015年3月23日: 29.
4. ↑  增原良彥. . 臺視文化. 1984: 146.

## 外部連結
- 京都洛西　乙訓寺（页面存档备份，存于）